# Richard Chorley
Richard John Chorley (4 de septiembre de 1927 - 12 de mayo de 2002) fue un geógrafo británico especializado en geografía cuantitativa y geomorfología, pionero en el uso de la teoría sistémica aplicada a la geografía.

## Biografía
Chorley creció en el suroeste de Inglaterra en un área conocida como West Country, con raíces en Exmoor y el Valle de Traunton Deane. Fue estudiante en la escuela primaria local y en el Minehead Grammar School. Posteriormente, Chorley comenzó a estudiar geomorfología antes de graduarse en la Escuela de Geografía en Oxford, donde prosiguió sus estudios en  la universidad Exeter College después de su servicio en The Royal Engineers. Estuvo influenciado por Beckinsale, quien le aconseja egresar en Estados Unidos. Viajó hacia allí en 1951 tras recibir una beca Fulbright en la Universidad de Columbia de la que se gradúa en el departamento de geología y explora el enfoque cuantitativo a la forma de evolución de la tierra.
En 1957, la carrera académica de Chorley en la Universidad de Columbia y subsecuentemente en la Universidad de Brown fue interrumpida por su necesidad de regresar a Gran Bretaña por motivos personales.
Se casó con Rosemary More en 1965 y ambos tuvieron un hijo y una hija.
Como egresado de la Universidad de Cambridge obtuvo un lugar honorífico en 1974. La Universidad de Cambridge le brindó apoyo en sus ideas revolucionarias. Chorley rechazó el paradigma predominante de los círculos de erosión davisianos y buscó reemplazarlos con un modelo paradigmático de base cuantitativo con un énfasis en la Teoría General de los Sistemas y el modelo numérico. Asimismo, Cambridge tenía un grupo fuerte de colegas de geografía física que impulsó las ideas de Chorley, brindándole un ambiente propicio para sus experimentos.
Chorley produjo varios volúmenes de ensayos científicos sobre geografía física que documentan su enfoque y le permitió preguntarse sobre los procesos de la superficie terrestre y la manera en que puede ser estudiada, entre ellos: Fronteras en la enseñanza de la geografía en 1965,  Geografía física: un enfoque sistémico en 1971 y Los Sistemas Ambientales en 1978 que influyó a una generación de académicos.
Sus estudios comprenden la climatología y la Hidrología, cooperando con el meteorólogo Roger Barry de Colorado, Estados Unidos en el texto Atmósfera, Tiempo y Clima en 1968.
Fue enterrado en Cambridge.

## Premios y honores
- 1967  Premio Gill Memorial del Royal Geographical Society por sus contribuciones a la geografía física y a los estudios cuantitativos.
- 1974  Sc.D., Universidad de Cambridge
- 1974  Electo Primer Miembro Honorífico del British Geomorphological Research Group.
- 1981  Premio de Honor, Asociación de Geógrafos de Estados Unidos
- 1987  Premio Medalla Patrona del Royal Geographical Society
- 1988  Electo Miembro Honorífico de la Sociedad Italiana de Geografía
- 1988  Electo al Consejo de la Sociedad Real de Geografía (Royal Geographical Society)